# Pablo Cottenot
Pablo Cottenot war ein Astronom, der im 19. Jahrhundert am Observatorium von Marseille arbeitete.
Nach Aussage des Astronomen Édouard Stephan war Cottenots astronomische Karriere nur von kurzer Dauer.
Immerhin gelang ihm am 2. Februar 1878 die Entdeckung des Asteroiden (181) Eucharis.